# الأمريكيون الحقيقيون (فريق)
الأمريكيون الحقيقيون كان فريقا من المصارعين العاملين في مؤسسة دبليو دبليو إي، وهو اتحاد مصارعة أمريكي مكون من جاك سواجر وأنطونيو سيزارو بالإضافة مديرهما زاب كولتر ققبل أن يلتحق بهما «سيزارو» وتوحي شخصيات المصارعين في الفريق إلى مجموعة من الأمريكيين الوطنيين الكارهين للأجانب يشرحون أنهم أمريكيون حقيقيون (وُلد سواجر في الولايات المتحدة وهاجر سيزارو السويسري بشكل قانوني).
اشتهر المصارعان بشعار «نحن الشعب» وأيديهم فوق قلوبهم عند دخول الحلبة وارتدائهم علم حفلة الشاي على شكل عباءة بعد كل انتصار. انتهى الفريق بعد أنضمام سيزارو إلى بول هيمان.